# Catégorie préabélienne
En mathématiques, plus précisément en théorie des catégories, une catégorie préabélienne est une catégorie additive qui contient tous les noyaux et conoyaux.
De manière plus détaillée, cela signifie qu'une catégorie C est pré-abélienne si:
1. C est préadditive, c'est-à-dire enrichie sur une catégorie monoïdale de groupes abéliens (de manière équivalente, toutes les collections de morphismes d'un objet de C vers un objet de C sont des groupes abéliens et une composition de morphismes est bilinéaire)
2. C contient tous les produits finis (de manière équivalente, tous les coproduits finis). On notera que, comme C est aussi préadditive, les produits finis sont les mêmes que les coproduits finis
3. étant donné que tout morphisme f: A → B dans C, l'égaliseur de f, et que le morphisme zéro de A à B existe (par définition, c'est le noyau de f), ainsi que le coégaliseur (qui est par définition le conoyau de f).

On notera que le morphisme zéro au point 3 peut être identifié à l'élément neutre de l'ensemble des morphismes de A vers B Hom(A,B), qui est, d'après le point 1, un groupe abélien ou au morphisme unique A → O → B, où O est un objet zéro, dont l'existence est garantie par le point 2.

## Exemples
Le premier exemple d'une catégorie additive est la catégorie Ab des groupes abéliens.
Ab est préadditive parce que c'est une  catégorie monoidale fermée, que le biproduit en Ab est la somme directe finie, que le noyau est l'inclusion du noyau ordinaire de la théorie des groupes et le conoyau est le "quotient map" sur le conoyau ordinaire de la théorie des groupes.
Autres exemples courants:
- La catégorie des modules  (à gauche) sur un anneau R, en particulier :
  - la catégorie des espaces vectoriels sur un corps commutatif K.
- La catégorie des groupes topologiques abéliens (de Hausdorff).
- La catégorie des espaces de Banach.
- La catégorie de espaces de Fréchet.
- La catégorie des espaces bornologiques (de Hausdorff).

Pour plus d'exemples, voir catégorie abélienne (toute catégorie abélienne est préabélienne).

## Propriétés élémentaires
Chaque catégorie préabélienne est une catégorie additive, et de nombreuses propriétés de base de ces catégories sont décrites sous cette désignation.
Cet article concerne les propriétés qui existent précisément en raison de l'existence de noyaux et de conoyaux.
Bien que les noyaux et les conoyaux sont des types spéciaux d'égaliseurs et de coégaliseurs, une catégorie préabélienne contient effectivement tous les égaliseurs et coégaliseurs. On se contente de construire l'égaliseur de deux morphismes f et g comme le noyau de leur différence g − f. De même, leur coégaliseur est le conoyau de leur différence. Les catégories préabéliennes contiennent tous les produits et coproduits finis et tous les égaliseurs et coégaliseurs (comme décrit ci-dessus), alors par un théorème général de la théorie des catégories, ils contiennent toutes les limites et colimites.
C'est-à-dire, les catégories préabéliennes sont complètes et finies.
L'existence de ces noyaux et conoyaux donne une notion de l'image et de la coimage. On peut les définir comme
im f := ker coker f;
coim f := coker ker f.

Cela signifie que l'image est le noyau du conoyau, et que la coimage est le conoyau du noyau.
On notera que cette notion d'image peut ne pas correspondre à la notion habituelle d'image d'une fonction, même en supposant que les morphismes dans la catégorie sont des fonctions.
Par exemple, dans la catégorie des groupes abéliens topologiques, l'image d'un morphisme correspond en réalité à l'inclusion de la fermeture de l'image de la fonction.
Dans beaucoup de situations courantes, telles que la catégorie des ensembles, où les images et les coimages existent, leurs objets sont isomorphes.
Plus précisément, on a une factorisation de f: A → B écrite comme
A → C → I → B,
où le morphisme à gauche est la coimage, le morphisme à droite est l'image, et le morphisme au milieu (appelé le parallèle de f) est un isomorphisme.
Dans une catégorie préabélienne, ce n'est pas nécessairement vrai.
La factorisation présentée ci-dessus existe tout le temps, mais le parallèle peut ne pas être un isomorphisme.
En fait, le parallèle de f est un isomorphisme pour tout morphisme f si et seulement si la catégorie préabélienne est une catégorie abélienne.
Un exemple de catégorie préabélienne non-abélienne est, une fois de plus, la catégorie des groupes abéliens topologiques. L'image est l'inclusion de la fermeture de l'image ordinaire. Cependant, la coimage est un quotient map sur l'image ordinaire elle-même.
Ainsi, le parallèle est l'inclusion de l'image ordinaire dans sa fermeture, ce qui n'est pas un isomorphisme sauf si l'image ordinaire est déjà fermée.

## Foncteurs exacts
On rappelle que toutes les limites et colimites finies existent dans une catégorie préabélienne.
En général, en théorie des catégories, un foncteur est appelé  exact à gauche s'il conserve toutes les limites finies et exact à droite s'il conserve toutes les colimites finies. (Un foncteur est simplement exact s'il est à la fois exact à gauche et exact à droite.)
Dans une catégorie préabélienne, les foncteurs exacts peuvent être décrits en des termes particulièrement simples.
Tout d'abord, on rappelle qu'un foncteur additif est un foncteur F: C → D de catégories préadditives qui agit comme un homomorphisme de groupes sur chaque collection de morphismes.
Ensuite, il s'avère qu'un foncteur entre catégories abéliennes est exact à gauche si et seulement s'il est additif et conserve tous les noyaux et est exact à droite si et seulement s'il est additif et conserve tous les conoyaux.
On notera qu'un foncteur exact conserve toutes les images et coimages car il préserve à la fois les noyaux et les conoyaux. Les foncteurs exacts sont les plus utiles dans l'étude des catégories abéliennes, où ils peuvent être appliqués aux suites exactes.

## Structure exacte maximale
Sur chaque catégorie préabélienne {\displaystyle {\mathcal {A}}}, il existe une structure exacte {\displaystyle {\mathcal {E}}_{\text{max}}} qui est maximale dans le sens qu'elle contient tous les autres structures exactes. La structure exacte {\displaystyle {\mathcal {E}}_{\text{max}}} se compose précisément des paires noyau-conoyau {\displaystyle (f,g)} où {\displaystyle f} est un noyau semi-stable et {\displaystyle {\mathcal {g}}} est un conoyau semi-stable. Ici, {\displaystyle f:X\rightarrow Y} est un noyau semi-stable si c'est un noyau et si, pour chaque morphisme {\displaystyle h:X\rightarrow Z} dans le diagramme de somme amalgamée
le morphisme {\displaystyle f'} est aussi un noyau. {\displaystyle g:X\rightarrow Y} est un conoyau semi-stable si c'est un conoyau et que, pour chaque morphisme {\displaystyle h:Z\rightarrow Y} dans le diagramme de produit fibré
le morphisme {\displaystyle g'} est aussi un conoyau.
Une catégorie préabélienne {\displaystyle {\mathcal {A}}} est quasi-abélienne si et seulement si toutes les paires noyau-conoyau forment une structure exacte. Un exemple pour lequel ce n'est pas le cas de la catégorie des espaces bornologiques de Hausdorff.
Le résultat est également valable pour les catégories additives qui ne sont pas préabéliennes mais pseudo-abéliennes.

## Cas particuliers
- Une catégorie abélienne est une catégorie préabélienne telle que chaque monomorphisme et épimorphisme est normal.
- Une catégorie quasi-abélienne est une catégorie préabélienne dans laquelle les noyaux sont stables pour les sommes amalgamées et conoyaux sont stables pour les produits fibrés.
- Une catégorie semi-abélienne est une catégorie abélienne dans laquelle, pour chaque morphisme {\displaystyle f} le morphisme induit {\displaystyle {\overline {f}}:\operatorname {coim} f\rightarrow \operatorname {im} f} est toujours un monomorphisme et un épimorphisme.

Les catégories préabéliennes  les plus fréquemment étudiées sont en fait des catégories abéliennes. Par exemple, Ab est une catégorie abélienne. Les catégories pré-abéliennes qui ne sont pas abéliennes apparaissent par exemple en analyse fonctionnelle.